# Motoki Nomachi
Motoki Nomachi – urodził się w 1976 roku w Tokio, gdzie również się wychowywał. Uczęszczał do Liceum Kokugakuin. Należał do licealnego klubu koszykarskiego. Jako dziecko spędzał wakacje w Karuizawie.

## Życie zawodowe
Określany ambasadorem kaszubszczyzny w Kraju Kwitnącej Wiśni. Socjolingwista specjalizujący się w polityce językowej, planowaniu językowym i krajobrazie językowym z perspektywy synchronicznej oraz diachronicznej.
Obecnie jest profesorem w Centrum Badań Słowiańsko-Eurazjatyckich na Uniwersytecie Hokkaido.
Studiował na Wydziale Literatury na Uniwersytecie w Tokio. Tytuł licencjacki uzyskał w 2000 roku. W 2002 roku otrzymał tytuł magistra języków i literatury słowiańskiej. W czasie studiów magisterskich zaczął badać dwa języki południowosłowiańskie: BCMS („język bośniacko-chorwacko-czarnogórsko-serbski”/Bosnian-Croatian-Montenegrin-Serbian) i słoweński w kontekście analizy języka rosyjskiego i południowosłowiańskiego. W pracy magisterskiej badał zmiany gramatyczne w mniejszościowych językach słowiańskich, ze szczególnym uwzględnieniem kaszubskiego. Tytuł doktorski nadano mu w 2008 roku. Każdy stopień naukowy uzyskał na Uniwersytecie w Tokio.
Karierę naukową rozpoczął jako specjalista od języka rosyjskiego, a zwłaszcza jego składni.
Prowadził liczne badania terenowe na temat języka kaszubskiego i podlaskiego (Polska), chorwackiego burgenlandzkiego (Austria), bułgarskiego Banatu (Serbia i Rumunia), Bunjevac (Serbia), Polesie (Białoruś i Ukraina), Gorani (Kosowo, Macedonia i Albania) i inne.
Jego badania obejmują kontakt językowy, typologię językową, ze szczególnym uwzględnieniem języka polskiego, kaszubskiego, słoweńskiego i BCMS, zagadnienia socjolingwistyczne dotyczące mikrojęzyków słowiańskich, takich jak bułgarski Banat, język lachski i zachodniopolski.
Zajmuje się językoznawstwem słowiańskim oraz językoznawstwem ogólnym. Interesuje go zwłaszcza typologia gramatyczna języków słowiańskich ze szczególnym uwzględnieniem kontaktu językowego i zmian gramatycznych. Interesuje się również socjolingwistyką słowiańską, w szczególności problematyką języków mniejszości i formowaniem się języków standardowych.
Twierdzi, że jego zainteresowanie językami słowiańskimi związane jest z fascynacją literaturą rosyjską. Szczególnie ceni sobie Czechowa, Dostojewskiego, Puszkina, Tołstoja, Turgieniewa.
W rozmowie z Jonną Kielas dla Dziennika Bałtyckiego stwierdził:
Studiowałem najpierw filologię rosyjską, serbską. A kiedy zająłem się językiem polskim, dowiedziałem się o istnieniu kaszubszczyzny — opowiada Motoki Nomachi. – Moją uwagę zwrócił fakt, że kaszubski okazał się nie dialektem, jakich każdy język ma wiele, a odrębnym językiem. Dla mnie to fenomen. Gdy pracowałem na Uniwersytecie Warszawskim jako lektor japońskiego, trafiłem na wykłady z kaszubskiego. Było to moje pierwsze spotkanie z tym językiem. Zobaczyłem, jak wygląda tekst pisany, jak brzmi ten język. I postanowiłem się go nauczyć.
Był organizatorem wielu międzynarodowych konferencji z zakresu językoznawstwa słowiańskiego, które odbywały się w SRC i innych uczelniach (2011, 2013, 2015, 2016 i 2018).
W jego biurze widnieje obraz stworzony przez Doktor Sarah Thomasona, które określa mianem ulubionego.

## Kalendarium
W 2002 roku wygłosił swój pierwszy referat w Grodnie (Białoruś). Po zakończeniu Majja Vladimirovna Vsevolodova, która słuchała prezentacji, udzieliła mu rad dotyczących wystąpień naukowych. Profesor Namachi przyznał, że początkowo był tym wystraszony, jednak jest jej bardzo wdzięczny za udzielenie wskazówek.
W latach 2002–2003 prowadził badania naukowe na Uniwersytecie w Belgradzie.
W 2004 roku brał udział w konferencji Mapryla w Belgradzie. Majja Vladimirovna Vsevolodova ponownie odezwała się w kwestii prezentacji, zadała pytanie, na które profesor nie był w stanie odpowiedzieć natychmiastowo: „Przykro mi, ale w tej chwili mogę mieć odpowiedzi, więc chciałbym pomyśleć o tym później”. Następnie podniosła głos, mówiąc: „Dlaczego nie teraz? To jest bardzo ważne. Musisz pomyśleć teraz i natychmiast odpowiedzieć!” Czekała na moją odpowiedź, więc desperacko próbowałem jej udzielić. Wtedy mój promotor, prof. Predrag Piper, przerwał dyskusję, być może, by mnie ocalić. Chociaż od tamtej pory nie miałem z nią osobistego kontaktu, często ją wspominam, gdy przemawiam, zadając sobie pytanie: Czy MV byłaby zadowolona z mojej wypowiedzi, gdyby była tutaj? Może nie." Tak się jej wtedy bałem, ale teraz mogę powiedzieć, że miałem szczęście poznać uczoną o tak szczerym i bezkompromisowym podejściu do stypendiów.
W latach 2003–2005 prowadził badania, uczył również kultury japońskiej na Uniwersytecie Warszawskim.
W 2008 roku odwiedził wejherowskie muzeum. Spotkał się wtedy z Tomaszem Fopke, szefem Rady Programowej Języka Kaszubskiego, który przedstawił mu zakres działalności.
W 2010 roku został redaktorem naczelnym czasopisma „Acta Slavica Iaponica”.
We wrześniu 2014 roku wziął udział w posiedzeniu komisji do spraw budowania języka słoweńskiego w Międzynarodowym Komitecie Słowiańskim.
W 2016 roku prowadził Panel V: Języki regionalne i mniejszościowe: implikacje polityczne – kodyfikacja – aspekty strukturalne wraz z Gerdem Hentschelem z Uniwersytetu Carla Ossietzky’ego w Oldenburgu w Niemczech w ramach VI Światowego Kongresu Polonistów w Katowicach.
W 2018 roku został wyróżniony za działanie na rzecz rozwoju języka kaszubskiego przez Stowarzyszenie Nauczycieli Języka Kaszubskiego.

## Redagowane tomy
Redaktor i współredaktor serii: Slavic-Eurasian Research Center, Hokkaido University

## Książki
- (z Yumi Nakajima) ニ ュ ー エ ク ス プ レ ス セ ル ビ ア 語 ・ ク ロ ア チ ア 語 / Nyū ekusupuresu serubiago kuroachiago [Nowy ekspresowy podręcznik języka serbsko-chorwackiego]. 2010. Tokio: Hakusuisha, 149 pp ISBN 978-4-560-08529-5.

## Artykuły w czasopismach i rozdziały w książkach
- Language Loss and Preservation: The Case of Banat Bulgarian in Serbia. Balkanistica 30, pp. 289–318, 2020.
- The Gorani People in Search of Identity: The Current Sociolinguistic Situation among the Gorani Community of the Former Yugoslavia. In: Aleksandr D. Duličenko, Motoki Nomachi, eds., Slavic Microphilology. Sapporo: Slavic-Eurasian Research Center, pp. 375–413, 2018.
- Contact-induced Grammatical (Non)changes? Observations of the Morpho-Syntactic Structures in the Kashubian Dialect in Canada. Južnoslovenski filolog, LXXIV 1-2, pp. 13–29, 2018.
- (we współpracy z Bojan Belić) Vojvodina’s Minority Languages in Light of a Language Emancipation Theory. Balkanistic Forum 3: 1, 19–33, 2018.
- (we współpracy z Bojan Belić) 21st Century Standard Language Ideology in Serbia and Poland. Belgrade English Language and Literature Studies 10, pp. 177–192, 2018.
- Another Look at the Rise and Fall of the West Polessian Literary Microlanguage (with a Glance toward Less Discussed Ukrainian Factors). In: Ljudmila Popović, ed., Ukrainian Studies and Slavic World. 264–283, 2017.
- Dative of External Possession in Croatian: From an Areal-Typological Perspective. Jezikoslovlje 17: 1-2, pp. 453–474, 2016.
- (we współpracy z Biljana Sikmić) Linguistic Landscape in the Memorial Space of Multilingual Society: A Case of Banat Bulgarians in Serbia. Južnoslovenski filolog, LXXII 1-2, pp. 453–474, 2016. (in Serbian).
- The Rise, Fall, and Revival of the Banat Bulgarian Literary Language: Sociolinguistic History from the Perspective of Trans-Border Interactions. In: Tomasz Kamusella, Motoki Nomachi, and Catherine Gibson, eds., The Palgrave Handbook of Slavic Languages, Identities and Borders. New York: Palgrave MacMillan, pp. 394–428, 2016.
- On the Second Be Periphrasis (BE-2) in Kashubian: Its Grammatical Status and Historical Development. Slavia: časopis pro slovanskou filologii, vol. 84, No. 3, pp. 268–283, 2015.
- Language Contact and Structural Changes in Serbian and Other Slavic languages in the Banat Region. In: Ljudmila Popović, Dojčil Vojvodić and Motoki Nomachi, eds., In the Space of Slavic Linguistics. Belgrade: Faculty of Philology at University of Belgrade, pp. 549–565, 2015.
- Possessive Constructions in the South Slavic Languages: Some Implications for Areal Typology, Balkanistica, vol.28, pp. 337–360, 2015.

## Granty i nagrody
- Wielohierarchiczne podejścia do gramatyki kaszubskiej na podstawie nowo opracowanego korpusu (granty JSPS na badania naukowe A, 2017–2021).
- Zmiana języka w banacie bułgarskim w Serbii i jej obecna sytuacja (dotacje JSPS na trudne badania eksploracyjne, 2016–2018).
- Kompleksowe studium słowiańskich języków mikroliterackich po rewolucji Europy Wschodniej (granty JSPS na badania naukowe B, 2013–2016).
- Kompleksowe studium składni kaszubskiej (granty JSPS dla młodych naukowców B, 2010–2012) Funkcjonalne podejście do typologii języków słowiańskich: badania w semantycznej kategorii posiadania (JSPS Grants-in-Aid for Young Scientists (Startup), 2008–2009).
- Typologia konstrukcji dzierżawczych w języku słowiańskim (granty JSPS dla stypendystów JSPS, 2007–2008).
- 13. nagroda JSPS 20162016 13th Japan Academy Medal.
- 2016 Karta wdzięczności, Wydział Filologiczny, Uniwersytet w Belgradzie.
- 2018 Ryngraf Witosława[7][8].
- 2019 Członek honorowy Serbskiego Towarzystwa Slawistyki.

## Członkostwo
- Członek zarządzający Slavic Linguistics Society (2016–2019).
- Dyrektor, Biura Informacyjnego Międzynarodowej Rady Studiów Europy Środkowej i Wschodniej (ICCEES) (2015 – obecnie).
- Członek Komisji Badań Słowiańskich Mikrojęzyków Literackich w Międzynarodowym Komitecie Slawistów (2016 – obecnie).
- Członek Komisji ds. Studiów nad Strukturą Gramatyczną Języków Słowiańskich w Międzynarodowym Komitecie Slawistów (2011 – obecnie).
- Komitet Doradczy, Biuletyn Rady Języka Kaszubskiego (2020 – obecnie).
- Redaktor naczelny, Acta Slavica Iaponica (2014 – obecnie).